# Pielęgniarka

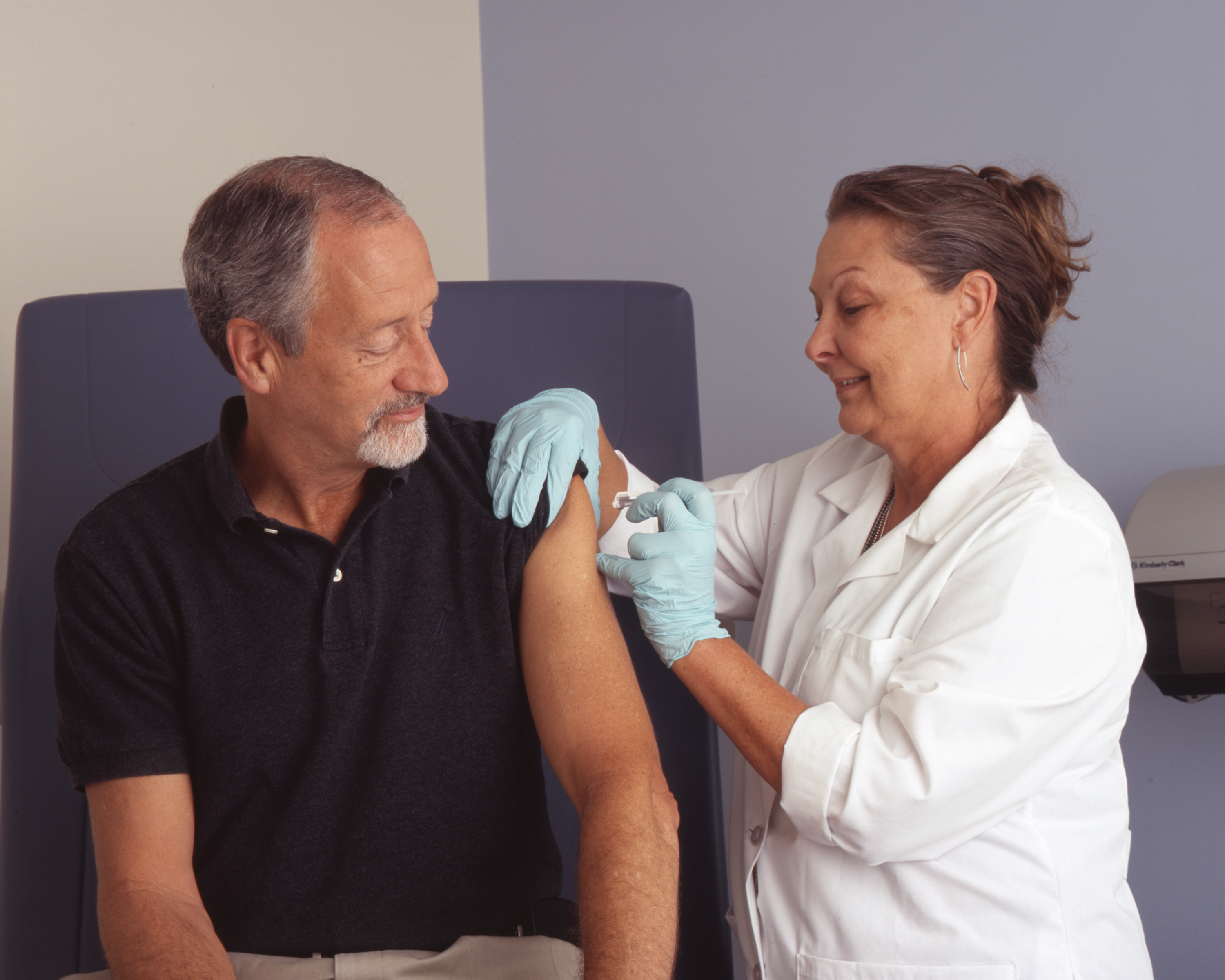
Pielęgniarka w czasie wykonywania zastrzyku

Pielęgniarka (r. m. pielęgniarz) – samodzielny, medyczny zawód z grupy specjalistów do spraw zdrowia. Na całym świecie uprawiany jest w większości przez kobiety. 

## Opis
Pielęgniarka sprawuje opiekę medyczną nad pacjentem (m.in. pielęgnacja pacjenta, podawanie leków, wykonywanie zastrzyków, wlewów dożylnych), asystuje lekarzowi w czasie zabiegów, operacji, wykonuje samodzielne działania w zakresie diagnostyki, leczenia i rehabilitacji medycznej, a także realizuje zlecenia lekarskie. Zajmuje się także szeroko rozumianą edukacją zdrowotną i promocją zdrowia. Aby uzyskać uprawnienia potrzebne do wykonywania zawodu pielęgniarki, należy ukończyć minimum 3-letnie studia na kierunku pielęgniarstwo. Następnie można podnosić swoje kwalifikacje robiąc 2-letnie studia magisterskie po którym uzyskujemy tytuł magistra pielęgniarstwa. Podobnie na wzór lekarzy, są również dostępne specjalizacje, które trwają 2 lata.

## Kobiety w pielęgniarstwie
Pielęgniarstwo od początków istnienia zawodu było widziane jako praca dla kobiet, będąca przedłużeniem ról, jakie pełniły one w domach. Jest to także dyscyplina wiedzy, której pionierkami były głównie kobiety. Według badań zleconych przez WHO w 2019 roku na całym świecie 89% osób pracujących w pielęgniarstwie stanowiły kobiety (wszystkie kobiety zatrudnione w branży ochrony zdrowia to 70% pracujących). Jednocześnie w tych samych badaniach obserwuje się ogólnoświatową dysproporcję między liczbą kobiet zatrudnionych w ochronie zdrowia, a liczbą kobiet na kierowniczych stanowiskach w branży opieki zdrowotnej - 25% osób je zajmujących stanowią kobiety. 
Stereotypy płciowe związane z silnym sfeminizowaniem zawodu dotykają zarówno pielęgniarki, jak i pielęgniarzy z różnych krajów. Kobiety pracujące w zawodzie miewają problemy z rozwojem zawodowym, a stanowiska kierownicze nieproporcjonalnie częściej przypadają mężczyznom. Jednocześnie pielęgniarze miewają trudności ze zintegrowaniem się z presonelem medycznym i spotykają się z opiniami, że wykonują zawód nieodpowiedni dla ich płci, zdarzają się także przypadki pacjentek, które nie chcą być pod opieką pielęgniarza.  
W języku polskim (jak i w wielu innych językach) domyślną formą nazwy zawodu jest forma żeńska - "pielęgniarka". Również w języku angielskim odpowiadające polskiemu "pielęgniarka/pielęgniarz" słowo "nurse" postrzegane jest jako domyślnie określające kobietę wykonującą zawód. 
Według raportu z 2020 roku w Wielkiej Brytanii pielęgniarki zarabiają 17% mniej tygodniowo niż pielęgniarze. Jednocześnie jeśli przy porównywaniu płac personelu pielęgniarskiego weźmie się pod uwagę takie czynniki jak wiek, liczbę pacjentów czy zakres obowiązków to okazuje się, że różnica w płacach między płciami wynika z liczby godzin pracy. Pielęgniarki częściej niż pielęgniarze pracują w niepełnym wymiarze godzin oraz rzadziej biorą nadgodziny. Pielęgniarki zatrudniane przez National Health Service przez kilka lat po powrocie z urlopu macierzyńskiego awansują rzadziej niż pielęgniarze (dotyczy to również lekarek). Jednocześnie pielęgniarki zatrudnione w sektorach, w których jest wyższa niż w innych liczba mężczyzn - na przykład pielęgniarstwo psychiatryczne - biorą krótsze urlopy macierzyńskie (średnio 41 tygodni) niż te zatrudnione w sektorach niemal wyłącznie zdominowanych przez kobiety - na przykład ginekologia (średnio 48 tygodni). Natomiast w przypadku urlopów ojcowskich nie odnotowuje się znacznych różnic między sektorami. Praca w niepełnym wymiarze godzin i częstsze nieobecności wyjaśniają wolniejszy rozwój zawodowy pielęgniarek i położnych będących matkami jednynie w połowie przypadków (przy analizie wzięto pod uwagę awanse do grupy 6 - ustalonego przez NHS stopnia określającego staż, uprawnienia i zarobki pielęgniarki/położnej).   
mogą wyjaśnić część, ale nie całość, wolniejszego awansu matek, przy czym wyjaśniona proporcja różni się w zależności od przejścia. Czynniki te mogą wyjaśnić większość wolniejszego awansu matek w przypadku lekarzy, ale tylko około połowy w przypadku pielęgniarek/położnych, jeśli chodzi o awans do grupy 6.  
W Polsce osoby wykonujące zawód pielęgniarki to w przeważającym stopniu kobiety (97,5% w 2020 roku), zwłaszcza w starszych grupach wiekowych (powyżej 60 rż.).  
W Stanach Zjednoczonych w 2021 roku na 1 pielęgniarza przypadało 6,3 pielęgniarek (czyli 15.8% personelu pielęgniarskiego stanowili mężczyźni). Stanami o najwyższym stosunku liczby pielęgniarek do liczby mężczyzn są Iowa i Nebraska (w obu na 1 pielęgniarza przypada 19 pielęgniarek). W tym samym roku mediana rocznych zarobków amerykańskich pielęgniarek w stopniu registered nurse wynosiła 72 567 dolarów amerykańskich, a pielęgniarzy w tym samym stopniu 78 842 dolarów amerykańskich; mediana rocznych zarobków pielęgniarek anestezjologicznych (nurse anesthetists) wynosiła 180,790 dolarów amerykańskich, a ich męskich odpowiedników 199,981 dolarów amerykańskich. W przypadku nurse practitioner mediany te wynoszą odpowiednio 109,873 i 123,014 dolarów amerykańskich. Oznacza to że w USA w 2021 roku, mediana zarobków pielęgniarek wynosiła 92% (registered nurse), 90,4% (nurse anesthetists) i 89,3% (nurse practitioner) mediany zarobków pielęgniarzy.  
Arabia Saudyjska boryka się z występującymi także globalnie brakami w personalu pielęgniarskim. Wakaty często uzupełniane są przez imigrantów. Postrzeganie zawodu pielęgniarki jest w Arabii niejednoznaczne i wiąże się z rolą kobiety w saudyjskim społeczeństwie. Z jednej strony, rola pielęgniarki historycznie była widziana jako szlachetna i właściwa dla muzułmańskiej kobiety. Z drugiej strony, współczesne społeczeństwo saudyjskie nie widzi pielęgniarstwa jako dobrego wyboru dla kobiety. Na liście zawodów odpowiednich dla kobiet sporządzonej w ramach badania z 1991 roku znalazło się ono na ostatnim miejscu. Jako wady tego typu zatrudnienia saudyjczycy wskazują długie godziny pracy, zbyt niskie wynagrodzenie i typ wykonywanych zadań. Od kobiet często oczekiwane jest, że będą spędzały czas w domu spełniając się jako żony i matki, a konserwatywni publicyści niejednokrotnie wskazują zatrudnienie kobiety poza domem jako czynnik wpływający na "rozpad saudyjskich wartości rodzinnych". Jednocześnie przyznają oni, że pielęgniarstwo, tak jak nauczanie, praca społeczna czy medycyna są zawodami kulturowo i religijnie odpowiednimi dla kobiet, co kreuje sprzeczne oczekiwania. Saudyjskie kobiety, które obawiają się wyboru pielęgniarstwa jako kariery pytane o jego główne wady wymieniają obawę o swój wizerunek w oczach społeczności, wartości rodzinne, długie godziny pracy, częsty kontakt z osobami płci przeciwnej, możliwość bycia postrzeganą jako niezdatną do małżeństwa, bycie postrzeganą stereotypowo jako niewyedukowana i podległa pomoc lekarza. Również personel lekarski, w tym lekarki, często widzą pielęgnarki jako mniej inteligentne, mniej zdolne i gorsze oraz jako służące lekarzy/lekarek.
Stereotypowe widzenie roli pielęgniarki jako niejakiego przedłużenia działań lekarza, osoby niewykształconej i na podrzędnym stanowisku występuje nie tylko w kulturze saudyjskiej, ale i w wielu innych, na przykład w australiskiej, amerykańskiej czy europejskiej. Jednak  wiele negatywnych stereotypów dotyczących pielęgniarstwa zostało w tych społeczeństwach zmienionych dzięki edukacji na temat tego, na czym polega praca pielęgniarki. Natomiast w Arabii Saudyjskiej próby zmiany przekonań społecznych często nie są akceptowane.   

## Zawód pielęgniarki w Polsce
Pielęgniarka w rozumieniu prawa polskiego (stosownie do art. 8 ust. 1 ustawy o zawodach pielęgniarki i położnej, który taką wersję dopuszcza, w odniesieniu do mężczyzn stosuje się formę pielęgniarz) – samodzielny zawód z grupy specjalistów do spraw zdrowia. Sprawuje profesjonalną opiekę medyczną nad pacjentem. W ramach nabytych kompetencji pielęgniarka: rozpoznaje warunki i potrzeby zdrowotne, diagnozuje problemy pielęgnacyjne pacjenta, sprawuje profesjonalną opiekę medyczną, realizuje zlecenia lekarskie w procesie diagnostyki, leczenia i rehabilitacji, samodzielnie udziela określonych świadczeń zapobiegawczych, diagnostycznych, leczniczych oraz prowadzi edukację zdrowotną. Obecnie w celu uzyskania uprawnień pielęgniarki należy posiadać minimum wykształcenie wyższe pierwszego stopnia (licencjat pielęgniarstwa). Kierunek ma profil praktyczny i mieści się w obszarze kształcenia z zakresu nauk medycznych, nauk o zdrowiu oraz nauk o kulturze fizycznej.
Zasady i warunki wykonywania zawodu pielęgniarki reguluje ustawa z dnia 15 lipca 2011 roku o zawodach pielęgniarki i położnej. Na podstawie art. 6 tej ustawy minister właściwy do spraw zdrowia określa rodzaj i zakres świadczeń zapobiegawczych, diagnostycznych, leczniczych i rehabilitacyjnych udzielanych przez pielęgniarkę albo położną samodzielnie bez zlecenia lekarskiego.
Zasady działania samorządu zawodowego reguluje natomiast ustawa z dnia 1 lipca 2011 roku o samorządzie pielęgniarek i położnych. Przynależność do samorządu jest obowiązkowa.
Analiza danych z lat 2016 - 2021 pozwala stwierdzić, że średnia wieku zgonu polskich pielęgniarek i położnych (62,3 roku) jest znacznie niższa niż dla ogółu populacji kobiet w Polsce (81,8 lat). Ponadto, w 2021 roku zaobserowano wzrost liczby zgonów w tej grupie zawodowej. 
Polskie pielęgniarstwo zmaga się z problemem braku zastępowalności pokoleń. Najlepsza pod tym kątem sytuacja panuje w województwie świętokrzyskim, w którym w 2022 roku Naczelna Izba Pielęgniarek i Położnych określiła zastępowalność pokoleń jako możliwą do osiągnięcia. W 2022 roku najliczniejsza grupa wiekowa wśród pielęgniarek w Polsce to osoby w wieku 51–60 lat (36% zatrudnionych). 29,36% pielęgniarek pracuje mimo nabycia uprawnień emerytalnych. W 2030 roku 65% pielęgniarek zatrudnionych w 2022 roku osiągnie wiek emerytalny. Według prognoz z 2022 roku w 2023 roku średnia wieku wśród polskich pielęgniarek ma wynieść 57,7 lat i braki kadrowe wynieść mają 28 889 osób.  

### Kształcenie pielęgniarek w Polsce
Aktualnie kształcenie pielęgniarek i pielęgniarzy w Polsce odbywa się wyłącznie na uczelniach wyższych, co warunkują przepisy prawne. Kształcenie to może odbywać się na następujących poziomach:
1. Studia pierwszego stopnia kończą się uzyskaniem tytułu zawodowego licencjata pielęgniarstwa.  Studia pierwszego stopnia trwają nie krócej niż 6 semestrów i obejmują co najmniej 4600 godzin kształcenia zawodowego, w tym kształcenie kliniczne stanowi co najmniej 1/2, a kształcenie teoretyczne co najmniej 1/3 wymiaru kształcenia. Studia licencjackie kończą się egzaminem dyplomowym praktycznym i teoretycznym oraz obroną pracy dyplomowej. Absolwent studiów licencjackich na kierunku pielęgniarstwo jest przygotowany do podjęcia pracy w zawodzie pielęgniarki[16].
2. Studia drugiego stopnia kończą się uzyskaniem tytułu zawodowego magistra pielęgniarstwa. Studia drugiego stopnia trwają nie krócej niż 4 semestry i obejmują co najmniej 1300 godzin kształcenia zawodowego. Studia magisterskie na kierunku pielęgniarstwo mogą podjąć wyłącznie osoby posiadające tytuł zawodowy licencjata pielęgniarstwa.
3. Studia trzeciego stopnia kończą się uzyskaniem stopnia naukowego doktor nauk o zdrowiu.

Pielęgniarka/pielęgniarz mają obowiązek stałego dokształcania się. Obowiązujący system kształcenia podyplomowego obejmuje następujące rodzaje:
- szkolenie specjalizacyjne (specjalizacja) –  Żeby przystąpić do programu szkolenia specjalizacyjnego należy przepracować w zawodzie minimum 2 lata w okresie 5 lat. Kończy się egzaminem państwowym.
- kurs kwalifikacyjny -  Do kursu może przystąpić pielęgniarka z minimum rocznym stażem pracy w zawodzie.
- kurs specjalistyczny
- kurs doszkalający

### Organizacje i stowarzyszenia działające na rzecz pielęgniarstwa

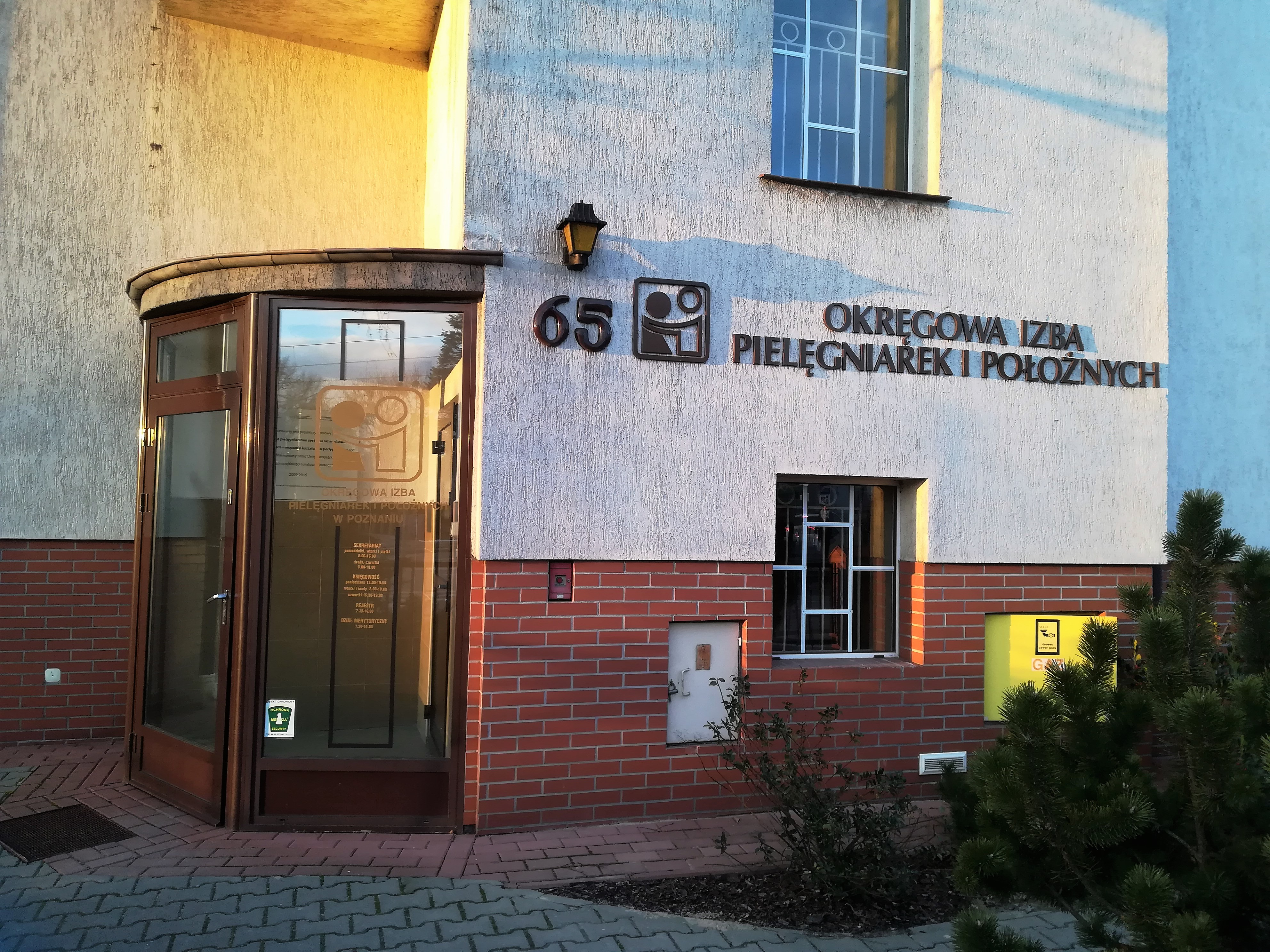
Okręgowa Izba Pielęgniarek i Położnych w Poznaniu

- Międzynarodowa Rada Pielęgniarek – zał. w 1899 roku
- Światowa Organizacja Zdrowia – zał. w 1946 roku
- Polski Czerwony Krzyż
- Polskie Stowarzyszenie Pielęgniarek Zawodowych – 1925-1957 roku
- Polskie Towarzystwo Pielęgniarskie – zał. w 1957 roku
- Stowarzyszenie Pielęgniarek Promujących Zdrowie
- Samorząd Pielęgniarek i Położnych – zał. w 1991 roku
- Polskie Stowarzyszenie Pielęgniarek Onkologicznych – zał. w 1992 roku
- Katolickie Stowarzyszenie Pielęgniarek i Położnych Polskich – zał. w 1995 roku
- Polskie Stowarzyszenie Pielęgniarek Pediatrycznych – zał. w 1996 roku
- Polskie Towarzystwo Pielęgniarek Anestezjologicznych i Intensywnej Opieki – zał. w 1997 roku
- Polskie Stowarzyszenie Pielęgniarek Epidemiologicznych – zał. w 1998 roku
- Ogólnopolskie Stowarzyszenie Instrumentariuszek – zał. w 1999 roku
- Krajowe Stowarzyszenie Pielęgniarek Medycyny Szkolnej – zał. w 2001 roku
- Polskie Towarzystwo Położnych – zał. w 2001 roku
- Stowarzyszenie Pielęgniarek i Położnych na Rzecz Promocji Zawodu i Praw Kobiet OAZA – zał. w 2003 roku
- Polskie Stowarzyszenie Pielęgniarek w Diabetologii – zał. w 2004 roku
- Dolnośląskie Stowarzyszenie Rozwoju Pielęgniarstwa Onkologicznego – zał. w 2005 roku
- Polska Federacja Edukacji Diabetologicznej – zał. w 2006 roku
- Polskie Towarzystwo Pielęgniarek Stomijnych – zał. w 2006 roku
- Polskie Towarzystwo Pielęgniarstwa Opieki Paliatywnej i Hospicyjnej – zał. w 2006 roku
- Stowarzyszenie Pielęgniarek i Położnych Kontraktowych – brak KRS
- Polskie Towarzystwo Pielęgniarstwa Angiologicznego – zał. w 2006 roku
- Polskie Stowarzyszenie Dyrektorów ds. Pielęgniarstwa, Naczelnych Pielęgniarek i Pielęgniarek Przełożonych – zał. w 2007 roku
- Fundacja Rozwoju Pielęgniarstwa Nefrologicznego i Transplantologicznego – zał. w 2006 roku
- Stowarzyszenie Menadżerów Pielęgniarstwa – zał. w 2007 roku
- Polskie Towarzystwo Pielęgniarstwa Ratunkowego – zał. w 2007 roku
- Fundacja Rozwoju Pielęgniarstwa Polskiego – zał. w 2007 roku
- Sekcja Pielęgniarstwa i Techniki Medycznej Polskiego Towarzystwa Kardiologicznego – zał. w 2009 roku
- Polskie Stowarzyszenie Pielęgniarek Urologicznych – zał. w 2009 roku
- Fundacja Promocji Polskiego Pielęgniarstwa i Położnictwa – zał. w 2010 roku
- Polskie Towarzystwo Pielęgniarek Neurologicznych – zał. w 2010 roku
- Stowarzyszenie na rzecz Kształcenia Podyplomowego Pielęgniarek i Położnych oraz Przedstawicieli Innych Zawodów Medycznych Organizatorzy – zał. w 2010 roku
- Polskie Stowarzyszenie Pielęgniarek i Pielęgniarzy Psychiatrycznych (PSPiPP) – zał. w 2011 roku
- Polskie Towarzystwo Pielęgniarstwa Końca Życia – zał. w 2012 roku

## Lista specjalizacji pielęgniarskich
- Pielęgniarka specjalista pielęgniarstwa anestezjologicznego i intensywnej opieki
- Pielęgniarka specjalista pielęgniarstwa chirurgicznego
- Pielęgniarka specjalista pielęgniarstwa epidemiologicznego
- Pielęgniarka specjalista pielęgniarstwa geriatrycznego
- Pielęgniarka specjalista pielęgniarstwa neonatologicznego
- Pielęgniarka specjalista pielęgniarstwa onkologicznego
- Pielęgniarka specjalista pielęgniarstwa operacyjnego
- Pielęgniarka specjalista pielęgniarstwa opieki długoterminowej
- Pielęgniarka specjalista pielęgniarstwa opieki paliatywnej
- Pielęgniarka specjalista pielęgniarstwa pediatrycznego
- Pielęgniarka specjalista pielęgniarstwa psychiatrycznego
- Pielęgniarka specjalista pielęgniarstwa ratunkowego
- Pielęgniarka specjalista pielęgniarstwa rodzinnego
- Pielęgniarka specjalista pielęgniarstwa w ochronie zdrowia pracujących
- Pielęgniarka specjalista pielęgniarstwa internistycznego